# Stora Abborresjön
Stora Abborresjön är en sjö i Tranemo kommun i Västergötland och ingår i Ätrans huvudavrinningsområde.